# Rosetta Sahanna
Rosetta Sahanna (nascida a 12 de fevereiro de 1960) é uma política australiana. Ela é membro do Partido Trabalhista Australiano no Conselho Legislativo da Austrália Ocidental desde 2021, representando a região de Mineração e Pastoral.
Ela foi eleita para o Conselho Legislativo nas eleições estaduais de 2021. Uma mulher Wilinggin, ela é a primeira pessoa aborígene eleita para a câmara alta do estado. Ela é membro do conselho do Conselho da Terra de Kimberley.